# Katona Antal
Katona Antal (Budapest, 1900. április 13. – Budapest, 1978. július 17.) magyar politikus, miniszter.

## Életpályája
Szülei: Katona József és Schnee Róza Emilia	voltak. Vasesztergályos szakmát tanult. 1917-től vett részt a munkásmozgalomban; az MSZDP tagja lett. 1919-ben a Vörös Hadseregben harcolt a Tanácsköztársaság ideje alatt. Az 1920-as évektől a csepeli Weiss Manfréd Gyárban bizalmi, majd főbizalmi tagja volt. 1920–1942 között a FIAT-művek esztergályos szakmunkásaként dolgozott. 1933-ban kilépett az MSZDP-ből. 1941-től a KMP tagja volt. 1942–1944 között a csepeli Weiss Manfréd Művek művezetője volt. 1943-ban tagja lett a Csepelen illegálisan létrejött ún. "Tizenhármas" Bizottságnak. 1944-ben részt vett az ellenállási mozgalomban. 1945–1948 között a csepeli vasműben, az üzemi bizottság elnöke, az MKP csepeli vezetőségi tagja és a vasasszakszervezet csepeli titkárságának vezetője volt. 1948-ban az államosított Weiss Manfréd Művek vezérigazgató-helyettese volt. 1948–1951 között a Magyar Posta vezérigazgatója volt. 1949–1958 között országgyűlési képviselő volt. 1951–1954 között az MDP Központi Vezetőségének tagja volt. 1951. január 27. és 1952. január 5. között a közlekedés- és postaügyi miniszterhelyettese volt. 1952. január 5. és 1953. július 4. között postaügyi miniszter volt a Dobi-kormány és a Rákosi-kormány idején. 1953. július 5. és 1957. május 1. között a Közlekedési és Postaügyi Minisztérium miniszterhelyettese volt. 1957. május 2. és 1961. december 28. között a Közlekedési és Postaügyi Minisztérium első helyetteseként dolgozott. 1961-ben nyugdíjba vonult.
Sírja a Farkasréti temetőben található (612/2-353).

## Díjai
- Szocialista Hazáért Érdemrend
- Magyar Köztársasági Érdemrend kiskeresztje (1948)[8]
- Magyar Népköztársasági Érdemrend V. fokozat (1950)[9]
- Munka Érdemrend (1960)